# Georg Holzmann (Politiker)
Johann Georg Hol(t)zmann (* 28. August 1791 in Petterweil; † 15. Mai 1893 auf Hof Leustadt) war ein hessischer Landwirt, Bürgermeister und Abgeordneter.
Holzmann war der Sohn des Schultheißen und Kirchenältesten in Petterweil Johannes Holzmann und dessen Ehefrau Charlotte Katherina geborene Stein aus Pirmasens. Holzmann, der evangelischer Konfession war, heiratete am 21. April 1813 in Petterweil Maria Katharina Gegina geborene Thomas (* 1786/1787), die Tochter des Gerichtsschöffen und Landwirten in Petterweil Philipp Thomas und dessen Ehefrau Anna Susanna geborene Eberhard.
Holzmann war von 1825 bis 1852 Bürgermeister von Petterweil und ab 1849 Bezirksrat im 3. Bezirk des Regierungsbezirks Friedberg. Nach der Märzrevolution wurden die Mitglieder der ersten Kammer der Landstände des Großherzogtums Hessen erstmals gewählt. Holzmann wurde 1849 für den Wahlbezirk 9 Vilbel und Friedberg gewählt und bei der Wahl 1850 im Mandat bestätigt. 1850 schied er mit dem Ende der Wahlperiode aus. Im Dezember 1848 wurde er Sekretär im Wetterauer-Vereins-Verband und dort im April 1849 Vorsitzender des Vorortes Petterweil. Im Mai 1849 war er Mitglied im Wehrausschuss.